# Министерство внутренних дел Бельгии
Министерство внутренних дел Бельгии (нидерл. FOD Binnenlandse Zaken, фр. SPF Intérieur, нем. FÖD Inneres) — федеральная общественная служба Бельгии. Создана по королевскому указу 14 января 2002 года как часть плана первого правительства Верхофстадта, который модернизировал федеральное управление. В министерстве внутренних дел заняты около 4300 служащих, которые отвечают за гарантию прав закона, регистрацию и идентификацию коренных жителей, иммиграционную политику и гарантию общественного правопорядка и безопасности.
Министром внутренних дел с 3 февраля 2025 года является Бернар Кентен (Реформаторское движение).